# Кацуми Накамура
Кацуми Накамура (јап. 中村 克, романизовано Katsumi Nakamura; Токио, 21. фебруар 1994) јапански је пливач чија ужа специјалност су спринтерске трке слободним стилом на 50 и 100 метара. Представљао је Јапан на ЛОИ 2016. у Рију. 

## Спортска каријера
Накамура је успешно дебитовао на међународној пливачкој сцени током 2013, а прво велико такмичење на ком је наступио је била Летња универзијада која је те године одржана у руском Казању, где је освојио сребрну медаљу у трци штафета на 4×100 метара мешовитом стилом. 
На светским првенствима је дебитовао у Дохи 2014, на Светском првенству у малим базенима, док је годину дана касније дебитовао и на Светском првенству у великим базенима.  
Накамура је био део репрезентације Јапана на ЛОИ 2016. у Рију где је такмичио у четири дисциплине. Најбоље резултате је постигао у штафетним тркама на 4×100 слободно и 4×100 мешовито (8. и 5. место у финалним тркама), док је обе појединачне трке (на 50 и 100 слободно) завршио у квалификацијама. 
Учествовао је и на светским првенствима у Будимпешти 2017 (најбољи резултати 4. место на 4×100 слободно микс и 5. место на 4×100 слободно) и Квангџуу 2019 (4. на 4×100 мешовито, 7. на 4×100 слободно микс и 10. место у полуфиналу трке на 100 слободно). 
На светском првенству у маим базенима одржаном у кинеском Хангџоуу 2018. је освојио бронзану медаљу у трци штафета на 4×100 мешовито, где је пливао последњу измену после Ирија, Косекија и Кавамота. 